# Anne-Kathrin Reulecke
Anne-Kathrin Reulecke (* 1961 in Hildesheim) ist eine deutsche Literaturwissenschaftlerin und Professorin für Neuere deutschsprachige Literatur an der Karl-Franzens-Universität Graz.

## Leben
Anne-Kathrin Reulecke studierte Allgemeine Literaturwissenschaft und deutsche Literaturgeschichte sowie Geschichte in Hamburg. Sie war Stipendiatin der Studienstiftung des deutschen Volkes und promovierte an der Technischen Universität Berlin mit der Dissertation Geschriebene Bilder: zum Kunst- und Mediendiskurs in der Gegenwartsliteratur (2000) mit Studien zu Walter Benjamin, Peter Handke, Peter Weiss, Gert Hofmann, Anne Duden, Edgar Allan Poe, E. T. A. Hoffmann, Honoré de Balzac und anderen.
Sie war wissenschaftliche Mitarbeiterin an der Leuphana Universität Lüneburg und wissenschaftliche Assistentin von Sigrid Weigel am Institut für Literaturwissenschaft, Deutsche Philologie und Allgemeine und Vergleichende Literaturwissenschaft an der TU Berlin. 2009 habilitierte sie sich mit der Arbeit Täuschend, ähnlich. Fälschung und Plagiat als Figuren des Wissens in Literatur und Wissenschaften. Eine philologisch-kulturwissenschaftliche Studie. 2010 ging Reulecke als Max Kade Distinguished Visiting Professor an die German University of Virginia in Charlottesville (USA). Von 2010 bis 2012 leitete sie das Forschungsprojekt „Blindheit als Figur des Wissens in Literatur und Film“ am Zentrum für Literatur- und Kulturforschung Berlin.
Seit 2012 hat sie die Universitätsprofessur für Neuere deutschsprachige Literatur „Literaturtheorie und Geschichte und Theorie der literarischen Ästhetik“ am Institut für Germanistik der Karl-Franzens-Universität Graz inne. Für ihre Lehrveranstaltungsreihe „Grenzen des Humanen“ wurde sie für den Ars-Docendi-Staatspreis für exzellente Lehre 2016 nominiert.
Gemeinsam mit Klaus Kastberger leitet sie die „Grazer Vorlesungen zur Kunst des Schreibens“. Sie ist Gründungsmitglied des Forums Literaturwissenschaft an der Karl-Franzens-Universität Graz und Mitherausgeberin der Weimarer Beiträge sowie der Reihe „Literatur – Kultur – Geschlecht“ beim Böhlau Verlag. Sie lebt in Graz und Hamburg.

## Forschungsschwerpunkte
- Theorien der Autorschaft, der Fälschung und des Plagiats
- Grenzen des Humanen: Gegenwartsliteratur und Medizin
- Blindheit und Visualität in Literatur und Film
- Medien und Intermedialität in der Literatur des 18. bis 21. Jahrhunderts
- Theorien der Kulturwissenschaften (Walter Benjamin, Roland Barthes u. a.)
- Literatur des Realismus im 19. Jahrhundert (Theodor Fontane, Theodor Storm)

## Veröffentlichungen

### Monographien
- Poetik der Zweisprachigkeit. Autobiographie und Übersetzung bei Georges-Arthur Goldschmidt. Poétique du bilinguisme. Autobiographie et traduction chez Georges-Arthur Goldschmidt Reihe Conférences. Traduit de l’allemand par Franck Lemonde. (Reihe: Franz Hessel Lectures / Conférences Franz Hessel). Hg. v. Stephan Braese / Céline Trautmann-Waller. Paris: Editions de l’éclat 2018.
- Täuschend, ähnlich. Fälschung und Plagiat als Figuren des Wissens in Literatur und Wissenschaften. Eine philologisch-kulturwissenschaftliche Studie (2009). München: Fink Verlag 2016. Inhalt Volltext
- Geschriebene Bilder. Zum Kunst- und Mediendiskurs in der Gegenwartsliteratur. München: Fink Verlag 2002. Inhalt Volltext

### Herausgeberschaft
- als Hrsg. mit Johanna Zeisberg: Mit den Toten sprechen. Jenseitsnarrative in Literatur und Kunst der Gegenwart. Köln-Wien: Böhlau 2020.
- als Hrsg. mit Margarete Vöhringer: „Sehstörungen. Grenzwerte des Visuellen in Künsten und Wissenschaften“. Berlin: Kadmos Kulturverlag 2019.
- als Hrsg. mit Ulrike Vedder: Grenzen des Humanen. Biotechnologie und Medizin in der Gegenwartsliteratur. Sonderheft der „Zeitschrift für Germanistik“, Neue Folge XXVIII (2018), H. 3.
- als Hrsg. mit Mona Körte: Mythen des Alltags - Mythologies. Roland Barthes’ Klassiker der Kulturwissenschaften. Berlin: Kadmos Kulturverlag 2014. Inhalt
- als Hrsg. mit Stephan Braese: Realien des Realismus. Wissenschaft – Technik – Medien in Theodor Fontanes Erzählprosa. Berlin: Vorwerk8 2010. Inhalt
- als Hrsg. mit Corina Caduff und Ulrike Vedder: Passionen. Objekte – Schauplätze – Denkstile. München: Fink 2010. Inhalt
- als Hrsg.: Von null bis unendlich. Literarische Inszenierungen naturwissenschaftlichen Wissens. Köln – Weimar – Wien: Böhlau 2008. Inhalt
- als Hrsg.: Fälschungen. Autorschaft und Beweis in Wissenschaften und Künsten. Frankfurt/M.: Suhrkamp 2006. (= stw 1781) Inhalt

### Aufsätze (Auswahl)
- Neue Pathographien. Transplantation als Grenzerfahrung in David Wagners Text „Leben“. In: Zeitschrift für Germanistik, Neue Folge XXVIII (2018), H. 3., S. 465–485. Volltext
- Grenzen des Humanen. Biotechnologie und Medizin in der Gegenwartsliteratur. Vorwort. (gemeinsam mit Ulrike Vedder) In: Zeitschrift für Germanistik, Neue Folge XXVIII (2018), H. 3., S. 459–464. Volltext
- Verlust schreiben: Roland Barthes’ „Tagebuch der Trauer“ und der Photographie-Essay „Die Helle Kammer“. In: Zeitschrift für Germanistik, Neue Folge XXV (2015), H. 3., S. 565–575. Volltext
- „Ein Kulturdenkmal unserer Zeit“. Geheimnis und Psychoanalyse im „Tagebuch eines halbwüchsigen Mädchens“ (1919). In: Weimarer Beiträge. 4/2013. Wien 2014, S. 485–504.
- Kinoleidenschaft, geteilt (Haneke, Ang Lee, Daldry, Folman). In: Passionen. Objekte – Schauplätze – Denkstile. Hg. v. Corina Caduff / Anne-Kathrin Reulecke / Ulrike Vedder. München: Fink 2010, S. 219–225.
- Stadtplan und Stammbaum. Zur topographisch-autobiographischen Schreibweise in Walter Benjamins „Berliner Chronik“. In: Benjamin Studien 1 (2008), S. 127–145.
- Bilder um nichts. Bildstörungen in E.T.A. Hoffmanns „Der Artushof“ und Honoré de Balzacs „Das unbekannte Meisterwerk“. In: Totalität und Zerfall im Kunstwerk der Moderne. Hg. v. Reto Sorg / Bodo Würffel. München: Fink 2006, S. 103–116. Volltext